# Bruno Baseotto
Bruno Baseotto (Calgary, 24 marzo 1960) è un hockeista su ghiaccio e allenatore di hockey su ghiaccio canadese naturalizzato italiano.

## Biografia
Nella sua carriera Baseotto giocò perlopiù nel campionato italiano: all'Hockey Club Gardena nella stagione 1982-1983, e poi - dopo una stagione in Canada, ininterrottamente dal 1984 al 1993, dapprima con la maglia dell'Hockey Club Bolzano (1984-1989) e poi con quella dei Devils Milano (1989-1993).
In possesso anche del passaporto italiano, tra il 1987 ed il 1989 vestì più volte la maglia azzurra, disputando anche un'edizione del mondiale (nel 1989, in gruppo B).
Dopo il ritiro nel 1993 è divenuto allenatore.

## Palmarès
- Campionato italiano: 4

Bolzano: 1984-1985, 1987-1988
Devils Milano: 1991-1992, 1992-1993
- Alpenliga: 1

Devils Milano: 1991-1992